# ماكس بالانتين
ماكس بالانتين (بالإنجليزية: Max Ballantyne)‏ هو لاعب كرة قدم أسترالية أسترالي، ولد في 4 أغسطس 1944، وتوفي في 30 أغسطس 1989.

## وصلات خارجية
- ماكس بالانتين على موقع AustralianFootball.com (الإنجليزية)
- ماكس بالانتين على موقع AFLtables.com (الإنجليزية)